# Monti Castiñeiras
Monti Castiñeiras, de nom real complet Ramón Castiñeiras Rodríguez (Santiago de Compostel·la, 6 de setembre de 1963), és un actor gallec.

## Biografia
Actor d'extensa trajectòria professional. Ha treballat en cinema, teatre, televisió i publicitat.
Gran part de la seva carrera s'ha desenvolupat a Galícia, on ha treballat en diverses pel·lícules i curts, així com en la pràctica totalitat de les sèries emeses per la cadena autonòmica gallega TVG des de finals dels anys 1990, bé amb personatges fixos o amb col·laboracions.
També se li ha vist en aparicions capitulars d'algunes sèries d'èxit a nivell nacional com Un paso adelante o El comisario entre d'altres, a més del seu paper fix en la telenovel·la Géminis, venganza de amor.
Al cinema ha treballat en 2 ocasions a les ordres de Antonio Mercero i en teatre ha estat autor i productor, a més de protagonista, d'un dels seus últims espectacles, Borracheira de paixón.
A més també treballa com a actor de doblatge a Galícia des dels anys 1990 i avui dia encara segueix implicat en l'ofici.
Va estudiar Filologia Anglesa i Magisteri en la Universitat de Santiago de Compostel·la. Quant a la seva formació com a actor, ha estudiat interpretació, dansa, expressió corporal, ortofonía, dicció, cant, veu, narració oral, etc. amb Arnold Tarraborelli, Begoña Valle, Marta García, Jesús Aladrén, Ramón Bermejo, Vicente Fuentes, Assumpta Serna, Scott Cleverdon o José Campanari, entre d'altres.

## Pel·lícules
- Divinas palabras (1987), de José Luis García Sánchez. Com Urbino.
- Érase otra vez (2000), de Juan Pinzás. Com Rosendo.
- Condenado a vivir (2001) (TV), de Roberto Bodegas. Com Metge.
- El alquimista impaciente (2002), de Patricia Ferreira. Com Policía Científica.
- Días de boda (2002), de Juan Pinzás. Com Rosendo.
- Ilegal (2003), de Ignacio Vilar. Com David.
- El lápiz del carpintero (2003), d'Antón Reixa. Com Alejandro.
- Planta 4ª (2004), de Antonio Mercero. Com Doctor Marcos.
- Secuestrados en Georgia (2003) (TV), de Gustavo Balza. Com Lucas.
- Pataghorobí (2005) (TV), de Ricardo Llovo. Com Raúl.
- Viure sense por (2005) (TV), de Carlos Pérez Ferré. Com Julià.
- La Atlántida (2005) (TV), de Belén Macías. Com Pablo.
- Los aires difíciles (2006), de Gerardo Herrero. Com Miguel.
- A Biblioteca da iguana (2006) (TV), d'Antón Dobao. Com Xulio.
- ¿Y tú quién eres? (2007), d'Antonio Mercero. Com Fernando.

## Curtmetratges
- Vídeo doméstico (1995), de Chema Gagino.
- Isolina do Caurel (1997), de Chema Gagino. Com Reimundo.
- Os pocillos (1999), de Pedro Carrasco Solla.
- Tanto ten (2000), de Pedro Carrasco Solla.
- O solpor (2000), de la Escola de Imaxe e Son de La Coruña.
- En qué consiste la vida (2001), de Sergio Vázquez Torrón.
- Adversa fortuna (2001), de l'Escola de Imaxe e Son de Vigo.
- Ruleta (2002), d'Helena Saá.
- O trasto (2003), de Rafael Calvo. Com Marcos.
- Te quiero mal (2005), de Mireia Giró. Como Cristian.
- O Hospital (2007), d'Iván Seoane. Com Castro.

## Televisió

### Personatges fixos
- O Nordés (2009). Como Mateo Rúa. TVG.
- Libro de familia (2005). Com Telmo Seoane. TVG.
- Géminis, venganza de amor (2002). Com Gustavo. La Primera de TVE.
- Mareas vivas (2000). Com Xurxo Vázquez. TVG.
- Os vixilantes do Camiño (1999) (veu), d'Ángel Izquierdo i Antonio Zurera. TVG.
- Matalobos (2009). Com Darío Vargas. TVG.
- Serramoura (2014-2020). Com Santos. TVG.
- Fariña (2018). Com Luis Colón "Colombo". Antena 3.
- A lei de Santos (2020). Com Santos. TVG.[3]
- Auga seca (2020). Com Mauro Galdón. TVG.
- Un asunto privado (2022). Com Alfonso Quiroga. TVG.

### Personatges episòdics
- A Familia Pita (1996). TVG.
- Nada es para siempre (2000). Antena 3.
- Fíos (2001). TVG.
- Terra de Miranda (2001). TVG.
- El comisario (2001). Com José Mari. Telecinco.
- Abogados (2001). La Primera de TVE.
- Galicia Express (2001). TVG.
- Pequeno hotel (2001). TVG.
- El pantano (2003). Com Diego Sánchez. Antena 3.
- Un paso adelante (2003). Com Félix. Antena 3.
- As leis de Celavella (2004). Com Vicente Rego. TVG.
- Hospital Central (2005). Telecinco.
- Rías Baixas (2000). TVG.
- Los misterios de Laura. Com Ismael (8 episodis 2009-2011) TVE1.

## Teatre
- Amantes, vencedores e vencidos (1982), de Brian Friel. (Compañía Ítaca). Dirigida er Eduardo Puceiro.
- As laranxas máis laranxas de todas as laranxas (1983), de Carlos Casares (Compañía Ítaca). Dirigida per Eduardo Puceiro.
- Rei Lear (1990), de William Shakespeare. (Compañía Teatro do Noroeste). Dirigida por Eduardo Alonso.
- Noite de Reis (1997), de William Shakespeare. (Compañía Teatro do Noroeste). Dirigida per Eduardo Alonso.
- Borracheira de paixón (2003-2004), de X. Morais, Monti Castiñeiras, Manuel San Martín. (Fórmula Films). Dirigida per Pilar Massa.

## Nominacions i premis

### Premis Mestre Mateo
| Any  | Categorua                 | Títol              | Resultat  |
| ---- | ------------------------- | ------------------ | --------- |
| 2005 | Millor actor secundari    | Libro de familia   | Nominat   |
| 2006 | Millor actor secundari    | Os aires difíciles | Proposat  |
| 2009 | Millor actor secundari    | O Nordés           | Proposat  |
| 2014 | Millor actor secundari    | Serramoura         | Nominat   |
| 2015 | Millor actor secundari    | Serramoura         | Nominat   |
| 2016 | Millor actor protagonista | Sicixia            | Nominat   |
| 2016 | Millor actor secundari    | Serramoura         | Guanyador |
| 2017 | Millor actor secundari    | Serramoura         | Nominat   |